# Wilhelm Zander
Wilhelm Zander (ur. 22 kwietnia 1911 w Saarbrücken, zm. 27 września 1974 w Monachium) - w czasie II wojny światowej adiutant Martina Bormanna oraz SS-Standartenführer. Kawaler Krzyża Rycerskiego
Członek SS od 1933 roku. Pod koniec wojny był w bunkrze Hitlera. Jeden egzemplarz testamentu Hitlera dostarczył admirałowi Dönitzowi. Po zakończeniu wojny okazało się, że przyjął nazwisko Paustin i pracował jako ogrodnik. Pod tym nazwiskiem został schwytany w amerykańskiej strefie okupacyjnej, w wyniku czego odpisy woli i testamentu Hitlera wpadły w ręce sił amerykańskich i brytyjskich. W styczniu 1946 teksty dokumentów zostały opublikowane w prasie amerykańskiej i brytyjskiej..

## Promocje[4]
- 12 czerwca 1933 - SS-Sturmführer
- 30 stycznia 1934 - SS-Obersturmführer
- 20 kwietnia 1934 - SS-Hauptsturmführer
- 20 kwietnia 1937 - SS-Sturmbannführer
- 20 kwietnia 1943 - SS-Obersturmbannführer
- ? - SS-Standartenführer